# Art Lund
Art Lund (ur. 1 kwietnia 1915 w Salt Lake City, zm. 31 maja 1990) – amerykański piosenkarz śpiewający barytonem i aktor.

## Filmografia

### Seriale
- 1955: Gunsmoke jako Nick Heber
- 1968: Here Come the Brides jako Flynn
- 1974: Domek na prerii jako Tom Jorgenson
- 1983: Wichry wojny jako Moose Benton

### Filmy
- 1970: Molly Maguires jako Frazier
- 1973: Ostatni amerykański bohater jako Elroy Jackson Sr.
- 1976: Baby Blue Marine jako pan Elmore
- 1987: A jednak żyje 3: Wyspa żyjących jako Doktor Swenson

## Wyróżnienia
Posiada swoją gwiazdę na Hollywoodzkiej Alei Gwiazd.